# Ukonsaari (ö i Norra Karelen, Joensuu, lat 62,69, long 30,40)
Ukonsaari är en ö i Finland. Den ligger i sjön Ylimmäinen och i kommunen Joensuu i den ekonomiska regionen  Joensuu ekonomiska region  och landskapet Norra Karelen, i den sydöstra delen av landet, 400 km nordost om huvudstaden Helsingfors. Öns area är 4,5 hektar och dess största längd är 360 meter i sydöst-nordvästlig riktning.